# شهرستان فرانکلین (تگزاس)
شهرستان فرانکلین، تگزاس (به انگلیسی: Franklin County, Texas) یک شهرستان در ایالات متحده آمریکا است که در تگزاس واقع شده‌است.

## خصوصیات
شهرستان فرانکلین ۷۶۴٫۰۵ کیلومترمربع مساحت دارد.